# شمرة شائعة

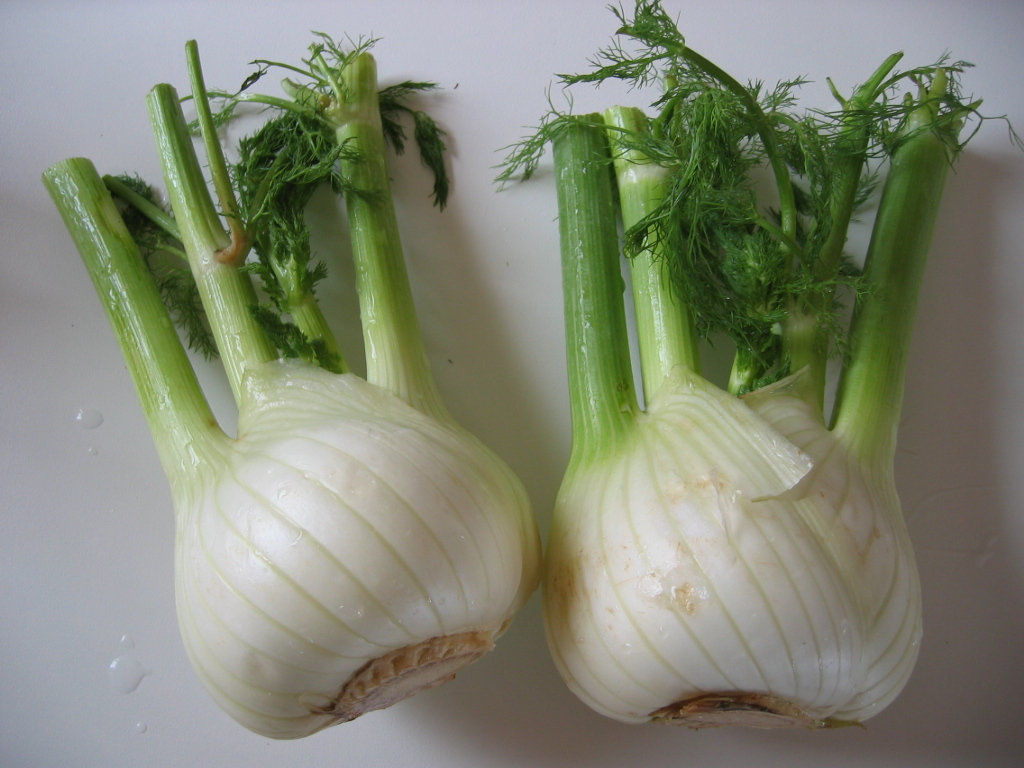
ثمرة الشمر

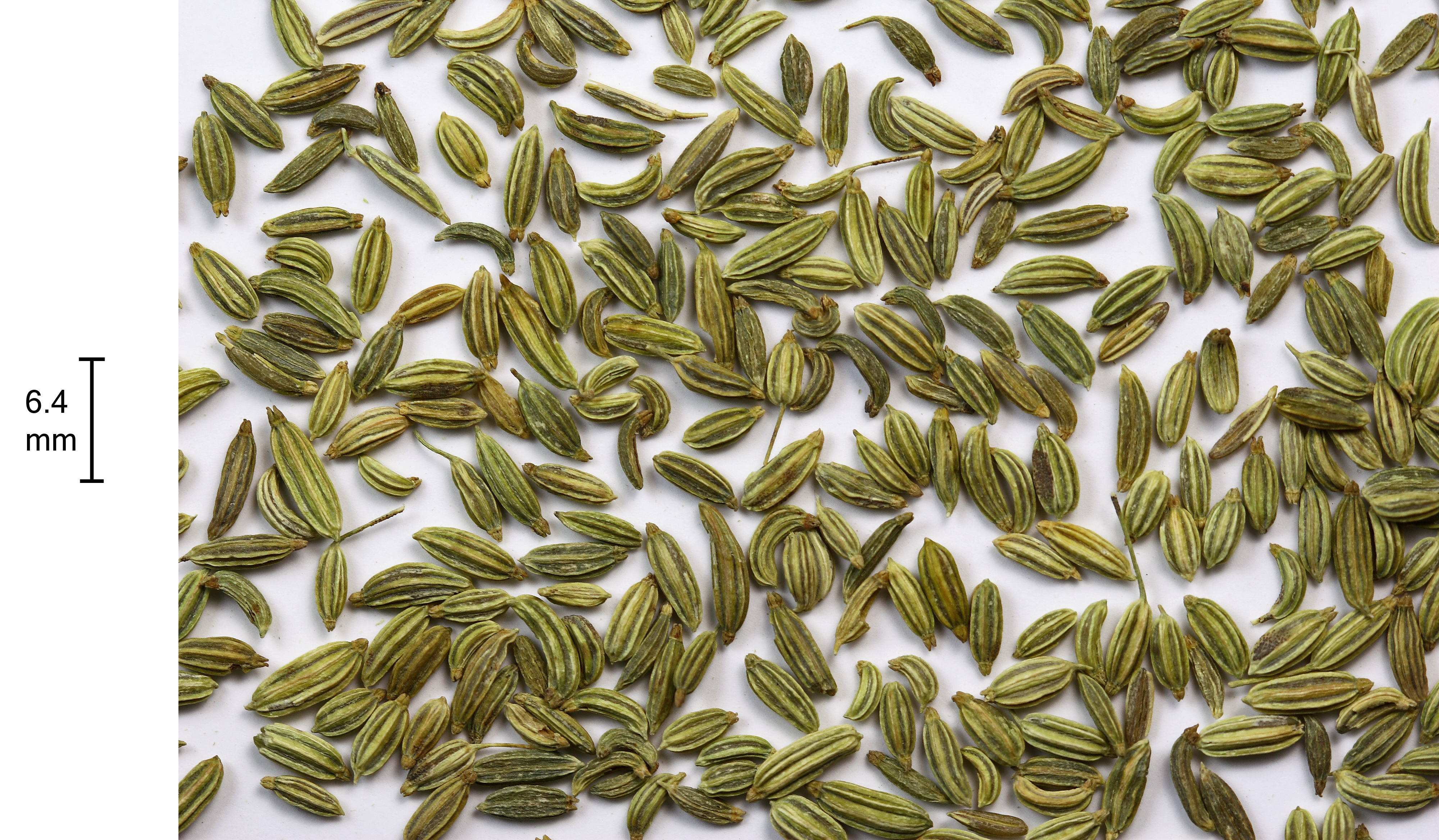
بذور الشمر

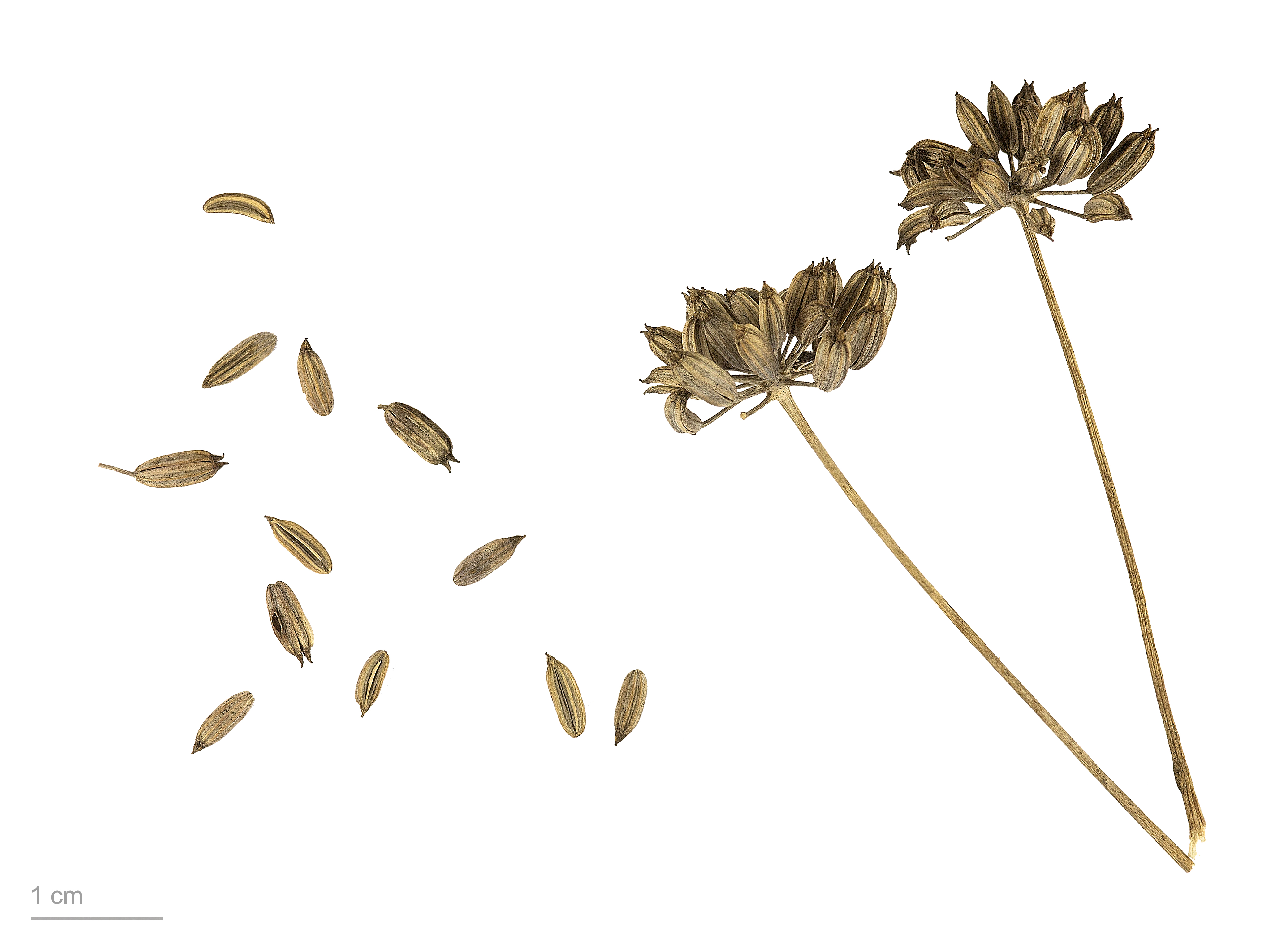
Foeniculum vulgare

شمرة أو الشُمْرَة الشائعة أو سذاب البر أو شبث أو الشمر البري  أو شومر' أو فينوكيا أو شمرة عذبة أو شمار أو رازيانج ويسمى في العادة الشمّر أو البسباس نوع نباتي عطري يتبع جنس الشمرة من الفصيلة الخيمية واسمه العلمي (باللاتينية: Foeniculum vulgare).

## من أسمائه الأخرى

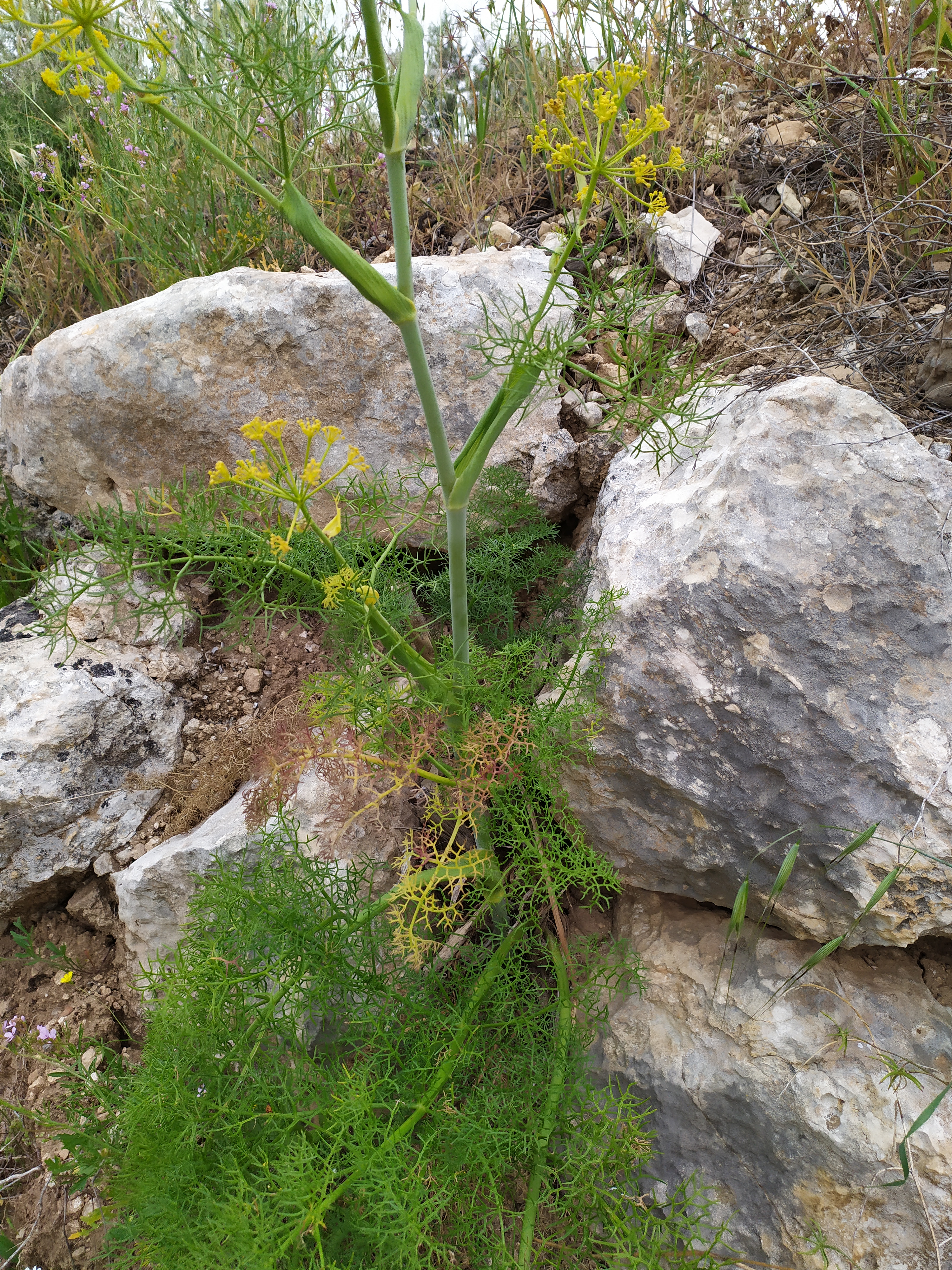
نبات شومر جبلي

السنوت أو الرازيانج أو الشمَّر أو البسباس أو الشمرة أو الشمر المرّ، الشمر الحلو، الحلوة، الحبّة الحلوة، حبّة الحلاوة العربيّة، الشمر الكبير، شمر الحدائق أو الشمر الوحشي، الشمر الزهري. يشتهر في الشام بالشمر. وجذوره تسمى الكلم في العراق وتؤكل مسلوقة أو تطبخ مع الرز

## الموئل والانتشار
ينتشر واطنا في معظم مناطق حوض البحر الأبيض المتوسط وحوض البحر الأسود بما فيها بلاد الشام ووادي النيل والمغرب العربي.
يمتد شرقاً حتى الهند. والشمر البري موجود حول بقاع العالم قاطبة، ولاستعمالات الشمر الطبية، خاصة البذور، فهو يزرع بكثرة في سورية وجنوب فرنسا وسكسونيا وروسيا وإيران والهند.

## استخدامه في المطبخ
يمكن استخدام أوراق الشمر وسيقانه وقاعدة الساق (السميكة) (بصيلات الشمر) وثماره وأزهاره كخضروات أو سلطات و/أو كتوابل.

## الاستخدامات في الطب
الاستخدامات الرئيسية للشمر أو (اليانسون (المر)) هي اضطرابات الجهاز الهضمي (شكاوى عسر الهضم)، مثل الشكاوى المعدية المعوية الخفيفة التي تشبه التشنج، والشعور بالامتلاء وانتفاخ البطن، وكذلك نزلات البرد في الجهاز التنفسي العلوي. تم تقييم تأثير ثمار الشمر المر، المكونة من الثمار المجففة الناضجة من Foeniculum vulgare Miller var. vulgare (Miller) Thellung، بالإضافة إلى مستحضراتها بجرعات فعالة، للمؤشرات المذكورة أعلاه بشكل إيجابي من قبل لجنة E في عام 1991. 
أما فيما يتعلق باستخدامه في اضطرابات الجهاز الهضمي، فإن الشمر (المر) له تأثيرات مضادة للانتفاخ ومضادة للتشنج ومضادة للميكروبات ومضادة للالتهابات. كما أنه يعزز إفرازات المعدة وحركة الجهاز الهضمي. أما فيما يتعلق باستخدامه في علاج التهاب الجهاز التنفسي العلوي، فهو له تأثير مقشع، ويزيد من نشاط الأهداب ويعزز عملية البلغم، وهو مضاد للتشنج وله تأثير مضاد للبكتيريا في منطقة القصبات الهوائية.

## مرادفات للاسم العلمي
- (باللاتينية: Anethum piperitum Ucria)
- (باللاتينية: Foeniculum azoricum Mill.)
- (باللاتينية: Foeniculum dulce Mill.)
- (باللاتينية: Foeniculum giganteum Lojac.)
- (باللاتينية: Foeniculum subinodorum Maire & al.)
- (باللاتينية: Foeniculum vulgare subsp. capillaceum Holmboe)
- (باللاتينية: Foeniculum vulgare subsp. piperitum (Ucria) Cout.)
- (باللاتينية: Foeniculum vulgare subsp. subinodorum (Maire & al.) Ibn Tattou)
- (باللاتينية: Foeniculum vulgare var. azoricum (Mill.) Thell.)